# マイ・ジェネレーション (甲斐バンドのアルバム)
『マイ・ジェネレーション』は1979年にリリースされた、甲斐バンドの6作目のオリジナル・アルバム。

## 概要
シングル『HERO（ヒーローになる時、それは今）』発表後、最初に発売されたオリジナル・アルバム。 
ベーシスト長岡和弘が所属していた頃の最後のアルバムとなった。
本作のレコーディングでは700時間もの時間が費やされた。
2007年に紙ジャケット・デジタルリマスター盤にて復刻された。その際、2曲のボーナストラックが収録された。

## 収録曲

### オリジナル / アナログ盤
| 全作詞・作曲: 甲斐よしひろ（特記以外）、全編曲: 甲斐バンド（特記以外）。 |                                           |                           |                           |      |
| #                                                                        | タイトル                                  | 作詞                      | 作曲・編曲                | 時間 |
| 1.                                                                       | 「三つ数えろ」                            | 甲斐よしひろ （特記以外） | 甲斐よしひろ （特記以外） | 3:44 |
| 2.                                                                       | 「感触 (タッチ)」(Strings: 瀬尾一三)      | 甲斐よしひろ （特記以外） | 甲斐よしひろ （特記以外） | 4:26 |
| 3.                                                                       | 「港からやってきた女」(Strings: 椎名和夫) | 甲斐よしひろ （特記以外） | 甲斐よしひろ （特記以外） | 4:24 |
| 4.                                                                       | 「街路」                                  | 甲斐よしひろ （特記以外） | 甲斐よしひろ （特記以外） | 0:54 |
| 5.                                                                       | 「100万＄ナイト」                         | 甲斐よしひろ （特記以外） | 甲斐よしひろ （特記以外） | 6:21 |
| 合計時間:                                                                | 合計時間:                                 | 19:49                     |                           |      |

| 全作詞・作曲: 甲斐よしひろ（特記以外）、全編曲: 甲斐バンド（特記以外）。 |                                                                         |                          |                          |      |
| #                                                                        | タイトル                                                                | 作詞                     | 作曲・編曲               | 時間 |
| 1.                                                                       | 「異邦人の夜 (シスコ・ナイト)」(Strings: 椎名和夫)                      | 甲斐よしひろ（特記以外） | 甲斐よしひろ（特記以外） | 4:34 |
| 2.                                                                       | 「特効薬」                                                              | 甲斐よしひろ（特記以外） | 甲斐よしひろ（特記以外） | 3:44 |
| 3.                                                                       | 「噂」                                                                  | 甲斐よしひろ（特記以外） | 甲斐よしひろ（特記以外） | 3:08 |
| 4.                                                                       | 「グルーピー」(作詞: 五業昌晶、甲斐よしひろ、松藤英男 / 作曲: 松藤英男) | 甲斐よしひろ（特記以外） | 甲斐よしひろ（特記以外） | 3:23 |
| 5.                                                                       | 「熱狂 (ステージ)」(Strings: 椎名和夫)                                  | 甲斐よしひろ（特記以外） | 甲斐よしひろ（特記以外） | 5:34 |
| 合計時間:                                                                | 合計時間:                                                               | 20:23                    |                          |      |

### 2007年盤
| 全作詞・作曲: 甲斐よしひろ（特記以外）、全編曲: 甲斐バンド（特記以外）。 |                                                                         |                          |                          |      |
| #                                                                        | タイトル                                                                | 作詞                     | 作曲・編曲               | 時間 |
| 1.                                                                       | 「三つ数えろ」                                                          | 甲斐よしひろ（特記以外） | 甲斐よしひろ（特記以外） | 3:44 |
| 2.                                                                       | 「感触 (タッチ)」(Strings: 瀬尾一三)                                    | 甲斐よしひろ（特記以外） | 甲斐よしひろ（特記以外） | 4:26 |
| 3.                                                                       | 「港からやってきた女」(Strings: 椎名和夫)                               | 甲斐よしひろ（特記以外） | 甲斐よしひろ（特記以外） | 4:24 |
| 4.                                                                       | 「街路」                                                                | 甲斐よしひろ（特記以外） | 甲斐よしひろ（特記以外） | 0:54 |
| 5.                                                                       | 「100万＄ナイト」                                                       | 甲斐よしひろ（特記以外） | 甲斐よしひろ（特記以外） | 6:21 |
| 6.                                                                       | 「異邦人の夜 (シスコ・ナイト)」(Strings: 椎名和夫)                      | 甲斐よしひろ（特記以外） | 甲斐よしひろ（特記以外） | 4:34 |
| 7.                                                                       | 「特効薬」                                                              | 甲斐よしひろ（特記以外） | 甲斐よしひろ（特記以外） | 3:44 |
| 8.                                                                       | 「噂」                                                                  | 甲斐よしひろ（特記以外） | 甲斐よしひろ（特記以外） | 3:08 |
| 9.                                                                       | 「グルーピー」(作詞: 五業昌晶、甲斐よしひろ、松藤英男 / 作曲: 松藤英男) | 甲斐よしひろ（特記以外） | 甲斐よしひろ（特記以外） | 3:23 |
| 10.                                                                      | 「熱狂 (ステージ)」(Strings: 椎名和夫)                                  | 甲斐よしひろ（特記以外） | 甲斐よしひろ（特記以外） | 5:34 |
| 11.                                                                      | 「荒馬」(Bonus Track)                                                   | 甲斐よしひろ（特記以外） | 甲斐よしひろ（特記以外） | 4:19 |
| 12.                                                                      | 「安奈 (TV MIX)」(Bonus Track / Strings: 石川鷹彦)                      | 甲斐よしひろ（特記以外） | 甲斐よしひろ（特記以外） | 4:32 |
| 合計時間:                                                                | 合計時間:                                                               | 49:03                    |                          |      |